# Atlético Clube Apollo
Atlético Clube Apollo é uma agremiação esportiva da cidade de Arraial do Cabo, no estado do Rio de Janeiro, fundada a 3 de setembro de 1970. Possui as cores amarelo, branco e preto, e costuma mandar seus jogos no Estádio Municipal Hermenegildo Barcelos, em Arraial do Cabo.

## História

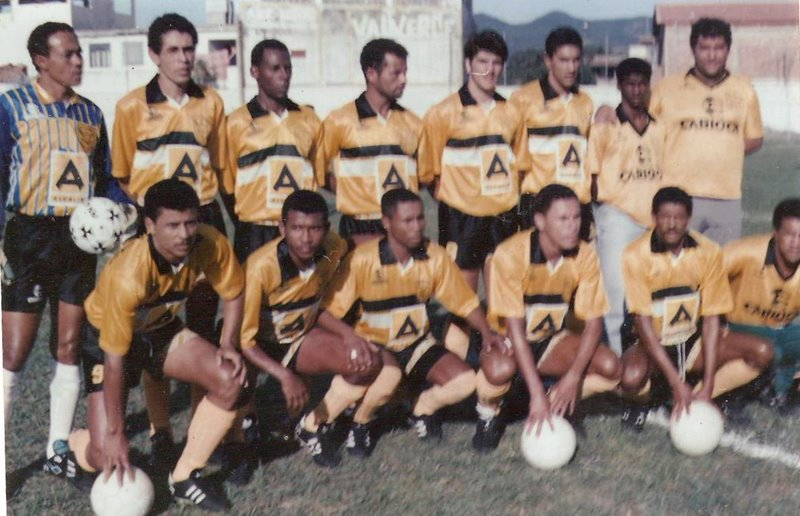
Equipe do Apollo nos anos 90

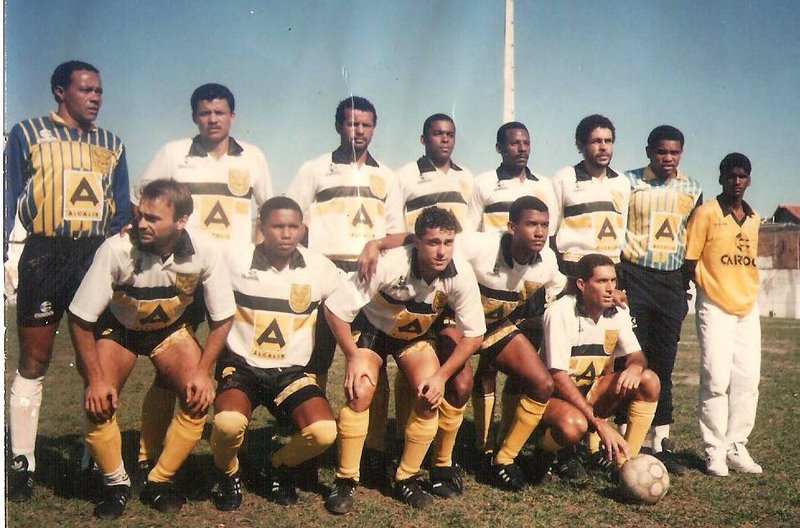
Formação do Apollo na década de 90

Estreia no profissionalismo, em 1993, quando conquista, logo em sua primeira competição, o Campeonato Estadual da Terceira Divisão de Profissionais do Rio de Janeiro. No primeiro turno, fica em terceiro lugar, sendo superado por Esporte Clube Italva e Esporte Clube Cachoeirense. No returno, é o segundo colocado, atrás somente do Esporte Clube Lucas, conseguindo a classificação para o quadrangular final. Neste, fica em primeiro ao superar o Esporte Clube Lucas, Esporte Clube Italva e Everest Atlético Clube, sagrando-se campeão da Terceira Divisão de 1993.
Em 1994, participa do Campeonato Estadual da Segunda Divisão, na prática o terceiro módulo, pois a verdadeira Segunda Divisão se tornara Intermediária. A campanha é ruim. O clube é apenas o oitavo colocado em sua chave, à frente somente do Carapebus Esporte Clube, sendo eliminado  na primeira fase e rebaixado para a Terceira Divisão de 1995.
Em 1995, de volta à Terceira Divisão, fica em último lugar no primeiro turno em sua chave. No segundo turno, o resultado é idêntico, e a equipe é eliminada na primeira fase do campeonato.
Após esse certame, a agremiação se licenciou dos campeonatos de âmbito profissional, promovidas pela FFERJ.
Após longos dezesseis anos de inatividade, o time volta em 2011 a disputar o Campeonato Estadual da Série C.
O técnico foi o ex-goleiro Régis e seu auxiliar, o ex-meio-campo Dudu, que brilhou no Vasco nos anos 80. A campanha, porém, não foi satisfatória e a equipe acabou eliminada na primeira fase no Grupo "E", sendo superada pelos classificados Associação Desportiva Itaboraí, Sociedade Esportiva de Búzios e Juventus Futebol Clube. Bela Vista Futebol Clube e Esporte Clube Nova Cidade também foram eliminados.
Em 2012, sob o comando técnico de Miro Dórea, o time não faz uma boa campanha e cai novamente na primeira fase. Ao integrar o Grupo "D", o time ficou em último lugar na chave, atrás dos classificados Paduano Esporte Clube, Rubro Social Esporte Clube, Clube de Futebol São José e Sociedade Esportiva de Búzios.

## Títulos
| Estadual | Estadual                        | Estadual | Estadual  |
|          | Competição                      | Título   | Temporada |
| -------- | ------------------------------- | -------- | --------- |
|          | Campeonato Carioca - 3ª divisão | 1        | 1993      |

## Estatísticas

### Participações
| Competição          | Temporadas | Melhor campanha     | Estreia | Última | P | R |
| Série B2 do Carioca | 4          | 18º colocado (2011) | 1994    | 2012   | – | – |
| Série C do Carioca  | 1          | Campeão (1993)      | 1993    | 1993   | – |   |